# Rue Philippe Baucq
La rue Philippe Baucq (en néerlandais: Philippe Baucqstraat) est une rue bruxelloise de la commune d'Etterbeek qui va de la chaussée de Wavre à l'avenue Victor Jacobs en passant par la rue de Chambéry, l'avenue Jules Malou, la rue du Grand Duc, la rue Général Capiaumont et la rue de Haerne.
La numérotation des habitations va de 1 à 181 pour le côté impair et de 2 à 140 pour le côté pair.
Précédemment nommée rue Cranz, elle honore aujourd'hui le résistant Philippe Baucq.
Hergé est né au no 25 de la rue Cranz (aujourd'hui no 33 de la rue Philippe Baucq).